# ماكسيم لونيوف
ماكسيم لونيوف (بالأوكرانية: Максим Сергійович Луньов) هو لاعب كرة قدم أوكراني في مركز الوسط، ولد في 22 مايو 1998 في نيكوبول في أوكرانيا. لعب مع زوريا لوهانسك ونادي دنيبرو دنيبروبتروفسك.

## وصلات خارجية
- ماكسيم لونيوف على موقع الاتحاد الأوربي (الإنجليزية)
- ماكسيم لونيوف على موقع اتحاد أوكرانيا (الإنجليزية)
- ماكسيم لونيوف على موقع إي إس بي إن إف سي (الإنجليزية)
- ماكسيم لونيوف على موقع قاعدة بيانات كرة القدم.إي يو (الإنجليزية)
- ماكسيم لونيوف على موقع Soccerbase.com (لاعب) (الإنجليزية)
- ماكسيم لونيوف على موقع Soccerway.com (الإنجليزية)
- ماكسيم لونيوف على موقع عالم كرة القدم.نت (الإنجليزية)